# Пауст
Пауст  (Пауча) — река в России, протекает по Кольскому району Мурманской области. Вытекает из озера Маунъявр на высоте 165,1, впадает в Верхнетуломское водохранилище, до образования водохранилища впадала в Нотозеро. Длина реки до образования водохранилища составляла 47 км, площадь водосборного бассейна была 379 км²(Курбыш был притоком Пауста).

## Данные водного реестра
По данным государственного водного реестра России относится к Баренцево-Беломорскому бассейновому округу, водохозяйственный участок реки — Тулома от истока до Верхнетуломского гидроузла, включая Нот-озеро. Речной бассейн реки — бассейны рек Кольского полуострова, впадает в Баренцево море.
По данным геоинформационной системы водохозяйственного районирования территории РФ, подготовленной Федеральным агентством водных ресурсов:
- Код водного объекта в государственном водном реестре — 02010000312101000002575

Несмотря на то, что Верхнетуломское водохранилище было заполнено в 1964—1965 годах в реестре Пауст считается притоком Нотозера.